# Тургай Петролеум
Тургай Петролеум — казахстанско-российская нефтяная компания для разработки нефти на контрактной территории, занимающей северо-западную часть месторождения Кумколь в Кызылординской области. Ранее называлась АО Кумколь-Лукойл.

## История компании
Компания была образована 22 августа 1995 года как акционерное общество закрытого типа «Кумколь-Лукойл». 27 июня 2000 года на общем собрании акционеров учредителями предприятия ОАО «Лукойл Оверсиз Кумколь Б. В.» и ОАО «Харрикейн Кумколь Мунай» было принято решение о переименовании акционерного общество закрытого типа «Кумколь-Лукойл» в закрытое акционерное общество «Тургай Петролеум». 17 мая 2005 года компания была переименована в акционерное общество «Тургай Петролеум» в соответствии с Законодательством Республики Казахстан.

## Акционеры
Уставной капитал АОЗТ «Кумколь-Лукойл» был сформирован денежными средствами двух учредителей: Государственное акционерное общество «Южнефтегаз» и ОАО «Лукойл» с долей участия 50 % на 50 %.
В настоящее время акционерами компании являются: Лукойл Оверсиз Кумколь Б. В. — 50 % и PetroKazakhstan Inc. — 50 %.